# 交通安全対策基本法
交通安全対策基本法（こうつうあんぜんたいさくきほんほう、昭和45年6月1日法律第110号）は、交通の安全に関し、国及び地方公共団体、車両、船舶および航空機の使用者、車両の運転者、船員および航空機乗組員等の責務を明らかにするとともに、国および地方公共団体を通じて必要な体制を確立し、ならびに交通安全計画の策定その他国および地方公共団体の施策の基本を定めることにより、交通安全対策の総合的かつ計画的な推進を図り、もって公共の福祉の増進に寄与することに関する日本の法律である。

## 構成
- 第一章　総則（第1条―第13条）
- 第二章　交通安全対策会議等（第14条―第21条）
- 第三章　交通安全計画（第22条―第28条）
- 第四章　交通の安全に関する基本的施策
  - 第一節　国の施策（第29条―第37条）
  - 第二節　地方公共団体の施策（第38条）
- 第五章　雑則（第39条）
- 附則